# معمر

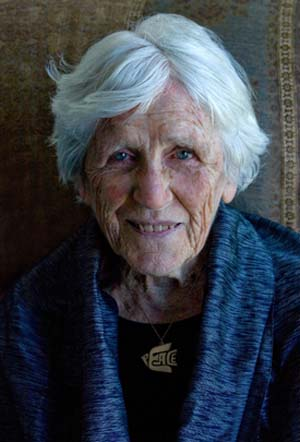
معمرة كندية.

المُعمَّر (بالإنجليزية: Centenarian)‏ هو الشخص الذي بلغ عمره 100 عام أو أكثر أي بلغ عمره قرنًا من الزمان، ويُطلق كذلك عليه اسم المئوي، في عام 2012 قدرت الأمم المتحدة عدد المعمرين الذين بلغ عددهم 316,600 شخص حول العالم، غالبية المعمرين يعيشون إما مع أحفادهم أو أبنائهم دون أبناء جيلهم، ووفقاً لمكتب الإحصاءات الوطنية في بريطانيا أن ثلث من وُلِد في عام 2013 سيكونون من المعمرين، وتملك الولايات المتحدة الأمريكية أكبر عددٍ من المعمرين في العالم بمجموع 53 ألف شخص، نسبة 82% منهم من الإناث، يليها اليابان بعدد 51 ألف من المعمرين. (إحصاءات 2012)

## أشهر المعمرين
- جيمس ستروم ثورموند، (1902–2003)، سياسي أمريكي وعضو مجلس الشيوخ.
- جواو هافيلانج، (1916–2016)، رئيس الفيفا من 1974 حتى 1998.
- خافيير دي كوييار، (1920–2020)، الأمين العام الخامس للأمم المتحدة من 1982 حتى 1991.
- جاك فريسكو، (1916–2017)، فيلسوف علمي ومهندس معماري أمريكي.
- بوب هوب، (1903–2003)، ممثل أمريكي.

- هنري كسنجر، (1923–2023)، وزير خارجية الولاية المتحدة الأسبق.
- صالح العجيري، (1920–2022)، فلكي كويتي.
- جورج برنز، (1896–1996)، ممثل أمريكي.
- رونالد كوس، (1910–2013)، اقتصادي إنجليزي.
- غلوريا ستيوارت، (1910–2010)، ممثلة أمريكية.
- الملكة إليزابيث الأم، (1900–2002)، زوجة ملك بريطانيا ووالدة الملكة إليزابيث.
- ريتا ليفي مونتالشيني، (1909–2012)، طبيبة إيطالية، حائزة على جائزة نوبل في الطب.
- جدة موسى، (1860–1961)، رسامة أمريكية.
- بوبي هايني ميلر، (1909–2016)، لاعبة مضرب جنوب أفريقية.
- ليني ريفنستال، (1902–2002)، ممثلة ألمانية.
- محمد الطاهر آيت علجت المقراوي، (1916–2023)، عالم مسلم جزائري.
- جيمي كارتر, (1924–2024), الرئيس الامريكي التاسع والثلاثين.